# Mihnea I Zły
Mihnea I Zły (rum. Mihnea cel Rău; zm. 1510) – hospodar wołoski w latach 1508–1509 z dynastii Basarabów.
Był synem hospodara wołoskiego Vlada Palownika i jego pierwszej żony Elisabety. Objął tron wołoski po śmierci uzależnionego od Turcji i możnego rodu bojarskiego Craiovești Radu IV Wielkiego, korzystając z poparcia tych samych protektorów. Po objęciu tronu jednak zdecydował się zmienić orientację polityczną, zwracając się w kierunku Węgier, co spowodowało zdetronizowanie staraniem bojarów Craiovești i zmusiło do ucieczki do Siedmiogrodu, gdzie został wkrótce zamordowany. Został pochowany w katedrze w Sybinie.
Jego synem był hospodar wołoski Mircza III.